# 異蹄目
異蹄目（いていもく、学名：Xenungulata）とは、かつて暁新世後期から始新世前期にかけて南アメリカで生息していた原始的な目の一つ。この目の化石はブラジル、アルゼンチン、ペルー、コロンビアの堆積物からよく知られており、よく知られた属はCarodniaで現生のバクに似ていた。この目は一つの科しか含まれていないため、異蹄目とこの目の下位分類のカロドニア科は同じである。

## 形態
この目は比較的火獣目と雷獣目（輝獣目）に似ていて短く大きい四肢と平たい指を持っていた。大臼歯に横走稜線があり、犬歯が長いのも特徴である。

## 分布
暁新世後期の南アメリカに出現し、比較的短期間で絶滅した（始新世前期）。

## 分類
この目は火獣目に含めるといった説もあったが、火獣目と違う特徴があり、二つの目はそれぞれ別々に進化していったと考えられているため、本項目では火獣目に含めないことにする。また、この目とこの科はPaula Couto, 1952によって定義された。

### 上位分類
- 動物界 Animalia
  - 脊索動物門 Chordata
    - 脊椎動物亜門 Vertebrata
      - 哺乳類 Mammalia
        - 有胎盤類 Placentalia
          - 午蹄中目 Meridiungulata
            - 異蹄目 Xenungulata
              - カロドニア科 Carodniidae

### 下位分類
- 異蹄目 Xenungulata
  - カロドニア科 Carodniidae
    - Genus Etayoa Villarroel, 1987
    - Genus Carodnia Simpson, 1935
    - Genus Ctalecarodnia Simpson, 1935